# Лищиця гостролиста
Лищиця гостролиста, лещиця гостролиста,  (Gypsophila acutifolia) — вид рослин з родини гвоздикових (Caryophyllaceae); зростає у Північному Кавказі й Передкавказзі.

## Опис
Багаторічна рослина 20–60 см заввишки. Листки ланцетні. Чашечка з гострими зубцями, 3–3.5 мм завдовжки. Пелюстки білі, майже вдвічі довші від чашолистків. Коробочки яйцеподібні.

## Поширення
Поширення: Росія — Кавказ, Дагестан; інтродукований до України й Німеччини.
В Україні розводять у ботанічних садах (Ужгород, Львів), в ок. Одеси, можливо, здичавіла.